# روبرت لي (لاعب غولف)
روبرت لي (بالإنجليزية: Robert Lee)‏ هو لاعب غولف بريطاني، ولد في 12 أكتوبر 1961 في لندن في المملكة المتحدة.

## وصلات خارجية
- روبرت لي على موقع رابطة أوروبا للاعبي الغولف المحترفين (الإنجليزية)
- روبرت لي على موقع التصنيف العالمي الرسمي للغولف (الإنجليزية)